# Amelia Valverde
Amelia Valverde (* 14. Januar 1987) ist eine costa-ricanische Fußballtrainerin, die mit der costa-ricanischen Nationalmannschaft der Frauen an der Weltmeisterschaft 2015 teilnahm.

## Karriere
Valverde arbeitete ab dem Jahr 2011 in wechselnden Rollen für den costa-ricanischen Fußballverband und betreute in dieser Zeit unter anderem die U-20- sowie die A-Nationalmannschaft als Assistenztrainerin. Am 12. Januar 2015 rückte sie als Nachfolgerin des Uruguayers Garabet Avedissian als Cheftrainerin der Nationalmannschaft auf, unter dem diese kurz zuvor erstmals die Qualifikation zur Fußball-Weltmeisterschaft erreicht hatte. Avedissian hatte sich trotz des bevorstehenden Turniers überraschend entschieden, ein Angebot des puerto-ricanischen Fußballverbandes anzunehmen. Bei der WM gelangen ihrer Mannschaft in den ersten beiden Gruppenspielen gegen Spanien und Südkorea zwei Unentschieden, so dass die Mannschaft vor dem letzten Spieltag auf dem zweiten Tabellenplatz lag. Durch eine 0:1-Niederlage gegen Südamerikameister Brasilien im letzten Gruppenspiel schied die Mannschaft aber als schlechtester Gruppendritter aus.